# Сжатие со множественной субдискретизацией
MUSE (Multiple sUb-nyquist Sampling Encoding, Сжатие со множественной субдискретизацией) — японская аналоговая система телевидения высокой четкости (HDTV), коммерческое название — Hi-Vision. MUSE позволяет получить изображение, состоящее из 1125 (1035) строк, что делает ее одной из первых коммерческих систем телевидения высокой четкости.

## История
После Второй Мировой войны и последовавшей оккупации страны в Японии распространился американский стандарт телевещания NTSC, и в отличие от Канады, перешедшей на PAL, была вынуждена придерживаться этой системы до 1960-х годов, затем постепенно модернизируя формат с преодолением проблем с хранением и передачей данных. К концу 1970-х годов компетенции японских инженеров выросли достаточно для создания собственной телевизионной системы.
MUSE был разработан в 1979 году в Японии. Система была стандартизована в рекомендациях ITU-R BO.786 и SMPTE 260M, использовала цветовую матрицу по стандарту SMPTE 240M.
Формат изначально предназначался для спутникового телевещания. Передача велась на частотах 21 ГГц или 12 ГГц.
В 1989 году в Японии началось регулярное вещание в системе MUSE. С середины 1990-х годов спутниковое телевидение NHK начало вещание в системе MUSE в Ku-диапазоне. Спутниковое вещание в системе MUSE продолжалось до 2007 года.
В 1994 году компанией Panasonic был выпущен первый проигрыватель HDTV-лазердисков. На такие диски помещалось до 10 минут аналогового видео. Для домашней записи телеэфира в высокой четкости можно было использовать видеокассеты формата W-VHS. На эти кассеты можно было записать до 105 минут аналогового видео.

## Технические характеристики
- Строк: (всего/активных): 1125/1035[4]
- Пикселей на линию (полностью интерполированных): 1122 (неподвижное изображение) /748 (в движении)
- Соотношение чресстрочной развёртки: 2:1[4]
- Пропорции изображения: изначально 5:3[6] (1.66:1), с 1989 года — 16:9[4]
- Частота обновления: 59,94 или 60 кадров в секунду[4]
- Частота дискретизации для трансляции: 16,2 МГц
- Аудио: дискретная 2- или 4-канальная система «DANCE», 48 кГц/16 бит (стерео — 2 фронтальных канала, объёмное звучание — 4 канала: 3 фронтальных + 1 тыловой)
- Сжатие звука: квазимгновенное компандирование DPCM
- Требуемая полоса пропускания: 27 МГц[1], полезная полоса пропускания — 9 Мгц из-за использования частотной модуляции[6].